# Économie mathématique

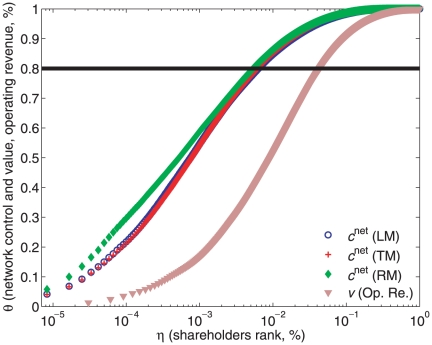
Les acteurs économiques (STN et actionnaires) sont classés par importance décroissante, donnée par. Un point de données situé en correspond à une fraction des principaux acteurs économiques détenant cumulativement la fraction du contrôle, de la valeur ou des revenus d'exploitation du réseau. Les différentes courbes se réfèrent au contrôle du réseau calculé avec trois modèles (LM, TM, RM), voir l'annexe S1, section 3.1, et aux revenus d'exploitation. La ligne horizontale indique une valeur égale à. Le niveau de concentration est déterminé par la valeur de l'intersection entre chaque courbe et la ligne horizontale. L'échelle est semi-logarithmique.

L'économie mathématique est l'application des méthodes mathématiques pour représenter des théories économiques et analyser les problèmes posés en économie.

## Histoire
L'économie est, pendant longtemps, une discipline littéraire et descriptive. Adam Smith n'utilise pas ou peu de mathématiques, et l'École classique qu'il représente est relativement peu analytique. Elle développe progressivement des calculs mathématiques du fait de l'ambition des auteurs de se rapprocher du niveau d'exactitude de la science physique.
L'économie se mathématise vraiment à partir de la révolution marginaliste, dont les instigateurs sont, pour la plupart, mathématiciens. William Stanley Jevons soutient que le raisonnement de Smith était « mathématique par nature », quoique non formalisé. Toutefois, le keynésianisme rompt avec la mathématisation et l'abstraction marginaliste pour affirmer créer un nouveau cadre analytique sur l'observation de l'économie réelle et sur la prise en compte de l'incertitude radicale. John Maynard Keynes, s'il était un brillant mathématicien, écrit ainsi : « Je n'ai en aucun cas la même espérance que Condorcet, ou même Edgeworth, d'éclairer les sciences morales et politiques par le flambeau de l'algèbre ». 
La révolution keynésienne, cependant, nécessite une plus forte abstraction pour trouver une heuristique forte. Dès lors, les économistes de la synthèse néoclassique (qui fusionnent le keynésianisme originel, peu mathématisé, et l'école marginaliste, très mathématisée) popularisent l'utilisation de l'économie mathématique comme outil nécessaire de l'économie. Les modèles de la synthèse sont largement adoptés par les manuels d'économie. 
Les mathématiques deviennent, à partir de ce moment, un outil mainstream de la science économie moderne, et s'impose grâce à sa capacité heuristique,. Le repos sur des modèles fortement mathématisés et un grand nombre d'hypothèses est une marque de la nouvelle économie classique. Robert E. Lucas déclare ainsi en 2006 : « J’en suis venu à penser que l’analyse mathématique n’est pas une manière parmi d’autres de pratiquer la théorie économique ; c’est en fait la seule possible. La théorie économique, c’est de l’analyse mathématique. Le reste n’est qu’images et bavardages ».

## Utilisation
L'économie mathématique permet la formulation et la dérivation des relations clés dans une théorie avec une clarté, la généralité, la rigueur et la simplicité. Par convention, les méthodes se réfèrent au-delà de la géométrie simple, comme les équations différentielles et le calcul intégral, la différence et la différentielle, l'algèbre matricielle, et la programmation mathématique et d'autres méthodes de calcul.

## Débats et controverses
Si l'utilisation des mathématiques en économie fait l'objet d'un large consensus, les modalités de leur utilisation sont sujettes à débats et à controverses épistémologiques. 
Les économistes de l'École autrichienne ainsi que de l'école post-keynésienne se montrent réticents vis-à-vis de ce qu'ils considèrent comme une surmathématisation de l'économie. Ils soutiennent que les calculs économiques, parce qu'ils évacuent l'incertitude radicale, aboutissent à des résultats trompeurs. 
Paul Krugman écrit en 2009 que la crise économique mondiale de 2008 n'a pas été prévue par les économistes car ils se reposaient trop sur des modèles, sans considérer les anomalies du réel. Ainsi, « collectivement, les économistes [auraient] confondu la beauté, sous ses très impressionnants habits mathématiques, avec la vérité ».